# Ingarö landskommun
Ingarö landskommun var en tidigare kommun i Stockholms län.

## Administrativ historik
Den inrättades i Ingarö socken i Värmdö skeppslag när 1862 års kommunalförordningar trädde i kraft.
Vid kommunreformen 1952 gick den upp i Gustavsbergs landskommun. Området tillhör sedan 1974 Värmdö kommun.

## Politik

### Mandatfördelning i valen 1942-1946
| 6 | 9 |

| 13 |

| 8 | 7 |

| 12 | 3 |